# Cassyma rectilineata
Cassyma rectilineata är en fjärilsart som beskrevs av Achille Guenée 1858. Cassyma rectilineata ingår i släktet Cassyma och familjen mätare. Inga underarter finns listade i Catalogue of Life.